# Niveau (jeu de rôle)
Pour les articles homonymes, voir Niveau et Level.
 (janvier 2025).
Si vous disposez d'ouvrages ou d'articles de référence ou si vous connaissez des sites web de qualité traitant du thème abordé ici, merci de compléter l'article en donnant les références utiles à sa vérifiabilité et en les liant à la section « Notes et références ».
Dans les jeux de rôle, comme dans les jeux vidéo de rôle, le terme niveau, en anglais level, désigne une appréciation chiffrée de la puissance d'un personnage ou d'un monstre.
Elle est en général associée à la notion de classe de personnage. En effet, si l'on peut apprécier la puissance, c'est-à-dire les capacités, par un seul nombre, cela implique que les personnages sont relativement stéréotypés, ce qui s'accorde avec la notion de « classe ».

## Niveau et expérience
Le plus souvent, le niveau augmente avec le gain d'expérience par le joueur, en nécessitant parfois de s'entraîner après avoir atteint le seuil requis pour passer au niveau suivant. Selon les jeux,
- la puissance du personnage varie en fonction du niveau : le franchissement d'un niveau augmente les capacités du personnage ;
- le niveau peut n'être qu'un indicateur n'intervenant pas dans les calculs.

Dans la plupart des cas, le niveau s'exprime sous la forme d'un entier supérieur ou égal à un. En fonction du jeu, le niveau peut croître indéfiniment ou s'arrêter à une valeur maximale fixée au sein des règles. Usuellement, l'obtention d'un niveau est d'autant plus difficile que le niveau est élevé, mais ce n'est pas toujours le cas. La régression de niveau est exceptionnelles, et traduit en général un événement catastrophique : punition divine, confrontation à un être (comme le Wight dans la première édition de Donjons et Dragons) ou à de la magie surpuissante, affaiblissement important (par exemple à la suite d'un coma)...
Notons également qu'on attribue parfois un niveau aux monstres. Ce niveau est le plus souvent fixe, et il indique aux joueurs une estimation de la puissance du monstre, ce qui les éclaire dans leur décision d'engager ou non un combat. Il peut également influer sur la quantité d'expérience versée au joueur en cas de victoire. Dans la première édition de Donjons et Dragons, le niveau des monstres était le nombre de dés de vie, c'est-à-dire le nombre de dés à jeter pour calculer les points de vie.
Certains objets ou certaines compétences indiquent parfois un niveau minimal requis pour être utilisés. Cette limite assure qu'un joueur novice ne peut pas utiliser des armes trop puissantes pour lui (ce qui fausserait l'estimation de puissance que son niveau lui donne).
Le plus souvent, le niveau est, comme l'expérience, un des facteurs définissant la puissance du personnage, parallèlement à l'équipement, aux compétences et à la maîtrise du joueur dans le jeu concerné.

## Jeux de rôle utilisant un système de niveaux
- Donjons et Dragons[4]
- Tunnels et Trolls[5]
- Rolemaster
- Jeu de Rôle des Terres du Milieu[6]
- L'Œil noir éditions 1 à 3
- les jeux de la gamme Palladium Books